# Unione per il Principato
L'Unione per il Principato (in francese: Union pour la Principauté) è stato un partito politico monegasco di orientamento centrista.
Fa parte dell'Unione per Monaco, l'alleanza che ha vinto le elezioni legislative del 2008 con il 52,2% del voto popolare. Era il maggior partito monegasco, ma nel mese di marzo 2011 la maggioranza dei suoi esponenti, per forti dissidi con la dirigenza, ha lasciato il partito, fondando l'Unione dei Monegaschi; attualmente perciò detiene solo 2 seggi su 24 al Consiglio Nazionale contro i precedenti 11.